# Вільяльпандо
Вільяльпандо (ісп. Villalpando) — муніципалітет в Іспанії, у складі автономної спільноти Кастилія-і-Леон, у провінції Самора. Населення — 1624 особи (2010).
Муніципалітет розташований на відстані близько 220 км на північний захід від Мадрида, 48 км на північний схід від Самори.

## Демографія
Динаміка населення (INE ):

## Галерея зображень

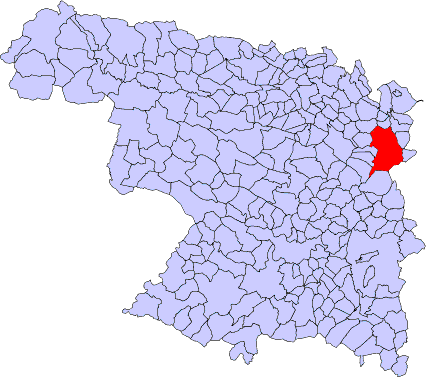
Розташування муніципалітету Вільяльпандо